# Wolf Adolf von Pannwitz
Wolf Adolf von Pannwitz (* 13. März 1679 in Groß Gaglow; begraben 30. April 1750 in Berlin) war ein preußischer Generalmajor und von 1739 bis 1743 Chef des Regiments Gens d’armes.

## Herkunft
Seine Eltern waren Wolf Christoph von Pannwitz (* 11. Februar 1650; † 11. Mai 1715) und dessen Ehefrau Martha Elisabeth von Kyau (* 11. Oktober 1654; † 18. Juni 1729).

## Leben
Pannwitz hatte seine Militärlaufbahn als Jagd- und Reitpage unter König Friedrich I. begonnen. Er wurde Offizier in der Leibgarde und kam 1714 zu den Gensdarmes. Am 20. August 1714 wurde er dort Major. Am 27. Mai 1719 wurde er Oberstleutnant und 1720 Oberst sowie 1739 Chef des Regiments. König Friedrich der Große ernannte ihn 1741 zum Generalmajor. Aber bereits 1742 bat er wegen Krankheit um seine Entlassung, die ihm gewährt wurde. Er bekam dazu ein Ruhegehalt von 3000 Talern. Er diente der Preußischen Armee in den Feldzügen in Brabant, in Italien und am Rhein.
Pannwitz erwarb 1735 das Gut Schönfließ bei Oranienburg und ließ es für sich und seine Familie ausbauen. Dazu erfolgten 1750 umfangreiche Wiederaufbauarbeiten im herrschaftlichen Hofbereich und neben der evangelischen Dorfkirche wurde ein neues Predigerhaus errichtet.

## Familie
Pannwitz war verheiratet mit Johanna Maria Auguste, geborene von Jasmund a. d. H. Trollenhagen (* 17. Juli 1702; † 17. April 1771) und hatte einen Sohn, Friedrich Wilhelm (* 21. Juli 1719; † 13. Januar 1790), dieser war mit Sophie Albertine von Viereck (* 13. April 1731; † 13. Oktober 1772) verheiratet, der Tochter von Adam Otto von Viereck. Die Tochter Sophie Marie (1729–1814) wurde Hofdame und heiratete den Grafen Johann Ernst von Voß (1726–1793). Sein Sohn Friedrich Wilhelm wurde Commendator des Johanniterordens in Lagow.
Wolf Adolf von Pannwitz wurde am 30. April 1750 in der Berliner Garnisonkirche beigesetzt.